# Movistar Disney
Movistar Disney fue un canal de televisión por suscripción español, propiedad de Telefónica. Su programación se basaba en películas de la factoría Disney.

## Historia
El 22 de diciembre de 2017, Movistar Disney inició sus emisiones tras un acuerdo alcanzado entre Telefónica y The Walt Disney Company Iberia.
El 24 de marzo de 2020, con el lanzamiento de Disney+ en España, el canal cambió del dial 32 al dial 101.
El 31 de marzo de 2020, Movistar Disney finalizó, tras más de dos años, sus emisiones.
El 7 de abril de 2020, Movistar eliminó los contenidos del canal del servicio Últimos 7 Días.

## Disponibilidad
El canal estaba disponible exclusivamente en Movistar+ en el dial 32.
También estaba disponible en Movistar+ en dispositivos, tanto como canal en directo (emisión lineal a la señal original), como en VOD ofreciendo parte del catálogo de películas que emite.